# Renato Ulrich
Renato Ulrich (* 14. Dezember 1983 in Luzern) ist ein ehemaliger Schweizer Freestyle-Skier. Er war auf die Disziplin Aerials (Springen) spezialisiert.

## Werdegang
Ulrich war in seiner Jugend Trampolinturner (ein Jahr Mitglied der Juniorennationalmannschaft) und fuhr Alpinskirennen. 1999 vereinte er seine Interessen für den Turn- und Skisport und fing an, Skiakrobatik zu trainieren. Nach drei Wintern im Europacup debütierte er am 17. Januar 2003 im Freestyle-Skiing-Weltcup und erreichte in Lake Placid den 26. Platz. Das beste Ergebnis dieser Saison erzielte er bei der Weltmeisterschaft 2003 in Deer Valley, wo er 16. wurde.
In der Saison 2003/04 stiess Ulrich im Weltcup zweimal unter die besten zehn vor. Die darauf folgende Saison 2004/05 musste er verletzungsbedingt komplett ausfallen lassen. Zwei weitere Top-10-Ergebnisse schaffte er in der Weltcupsaison 2005/06, hinzu kam ein zehnter Platz bei den Olympischen Winterspielen 2006. Auch die Saison 2006/07 war von einer längeren Verletzungspause geprägt.
Beim Weltcupspringen in Deer Valley am 1. Februar 2008 wurde Ulrich Dritter und stand damit erstmals auf dem Podest. Hinzu kamen in dieser Saison zwei weitere Ergebnisse unter den besten fünf. Im Winter 2008/09 konnte er diese Leistungen zunächst nicht bestätigen, zeigte aber zum Saisonabschluss seine beste Leistung und sprang bei der Weltmeisterschaft 2009 in Inawashiro auf den vierten Platz. In der Weltcupsaison 2009/10 folgte ein weiterer Podestplatz. Seine bisher beste Weltcup-Platzierung ist ein zweiter Platz, erzielt am 29. Januar 2011 in Calgary. Auch bei der Weltmeisterschaft 2011 in Deer Valley verpasste Ulrich als Vierter eine Medaille nur knapp.
Ulrich beendete nach der Saison 2013/14 seine aktive Karriere.
Ulrich ist ausgebildeter Flugsicherungsangestellter, 2009 schloss er die berufsbegleitende Maturitätsschule für Erwachsene ab.

## Erfolge

### Olympische Spiele
- Turin 2006: 10. Aerials
- Vancouver 2010: 26. Aerials
- Sotschi 2014: 12. Aerials

### Weltmeisterschaften
- Deer Valley 2003: 16. Aerials
- Inawashiro 2009: 4. Aerials
- Deer Valley 2011: 4. Aerials

### Weltcup
- Saison 2008/09: 9. Aerials-Weltcup
- Saison 2010/11: 8. Gesamtweltcup, 3. Aerials-Weltcup
- 5 Podestplätze